# Міжнародний стандартний бібліографічний опис
Міжнародний стандартний бібліографічний опис (англ. International Standard Bibliographic Description, ISBD) — набір правил бібліографічного опису, розроблений Міжнародною федерацією бібліотечних асоціацій та установ. Призначений для створення уніфікованих бібліографічних описів у складі бібліографій та бібліотечних каталогів, що охоплюють інформаційні ресурси будь-якого типу. 

## Історія
Початкове видання ISBD (для монографічних публікацій) вийшло 1971 року. У виданні було вперше стандартизовано структуру бібліографічних даних: виокремлено області опису, створено перелік базових елементів бібліографічного опису, встановлено розділові знаки між областями опису.

## Правила
Консолідоване видання правил ISBD, опубліковане 2011 року, замінило більш ранні окремі міжнародні стандарти бібліографічного опису.
Правила міжнародного стандартного бібліографічного опису, опубліковані до 2003 року, були враховані при розробці міждержавного стандарту ГОСТ 7.1—2003 «Бібліографічний запис. Бібліографічний опис», прийнятого Білоруссю, Вірменією, Казахстаном, Киргизстаном, Молдовою, Російською Федерацією, Таджикистаном, Туркменістаном, Узбекистаном та Україною на рівні Міждержавної ради зі стандартизації, метрології та сертифікації (протокол № 12 від 2 липня 2003), а також національних стандартів, створених на його основі, у тому числі українського ДСТУ ГОСТ 7.1:2006 «Бібліографічний запис. Бібліографічний опис», чинного з 1 квітня 2007 року. 
| Стандарт      | Рік (роки)                   | Призначення                                              |
| ------------- | ---------------------------- | -------------------------------------------------------- |
| ISBD(A)       | 1980, 1991                   | для стародрукованих (антикварних) монографічних ресурсів |
| ISBD(CF)/(ER) | 1990, 1997                   | для комп'ютерних файлів та електронних ресурсів          |
| ISBD(CM)      | 1977, 1987                   | для картографічних матеріалів                            |
| ISBD(G)       | 1977, 1992, 2004             | для всіх видів бібліотечних матеріалів                   |
| ISBD(M)       | 1971, 1974, 1978, 1987, 2002 | для монографічних публікацій                             |
| ISBD(NBM)     | 1977, 1987                   | для некнижкових матеріалів                               |
| ISBD(PM)      | 1980, 1991                   | для нотних ресурсів                                      |
| ISBD(S)/(CR)  | 1974, 1988, 2002             | для серіальних та інших продовжуваних ресурсів           |
| ISBD          | 2011                         | консолідоване видання                                    |

### Структура запису ISBD
ISBD передбачає дев'ять областей опису. Кожна область, за винятком сьомої, складається з набору чітко структурованих і класифікованих елементів. Області та елементи, що не застосовуються до даного ресурсу, в опис не включаються. Для ідентифікації областей та елементів бібліографічного опису використовуються знаки приписаної пунктуації (+ : ; / , . —). Порядок наведення елементів і приписана пунктуація полегшують інтерпретацію бібліографічних записів читачами, які не знають мови опису.
Головні відміни Консолідованого видання 2011 року від попередніх редакцій правил:
1. Терміни документ (англ. item) і публікація (англ. publication) замінені універсальним терміном ресурс (англ. resource)[4].
2. Стандартному бібліографічному опису передує особливий нульовий розділ — Область виду змісту і типу засобу (англ. Content form and media type area)[5].
3. Елемент «Загальне позначення матеріалу», який раніше входив до Області заголовку і відомостей про відповідальність, скасований[5].

Крім того:

<…> текст [правил] був відредагований, щоб уникнути багатослів'я і досягти більшої узгодженості; рівні обов'язкових, факультативних і умовних елементів були спрощені, щоб відзначати тільки обов'язкові елементи; роз'яснена основа опису, яка становить об'єкт бібліографічного опису; більше уваги приділено багаточастинним монографічним ресурсам; джерела інформації були переглянуті з точки зору послідовності термінології і застосування; краще враховані вимоги мов з нелатинських графікою; положення для опису стародрукованих монографічних ресурсів, що суперечать ISBD, були видалені; було зазначено, що к<валіфікатори> — це не те саме, що елементи; область 5 була перейменована і надає можливість описувати друковані ресурси за тією ж логікою, що й інші матеріали; назва області 6 була розширена і, крім усього іншого, до словника було включено багато нових визначень.

### Стандартні області та елементи
1. Область виду змісту та типу засобу
2. Область заголовка та відомостей про відповідальність
3. Область видання
4. Специфічна область матеріалу або типу ресурсу
5. Область публікації, виробництва, поширення тощо
6. Область фізичного опису
7. Область серії та багаточастинного монографічного ресурсу
8. Область примітки
9. Область ідентифікатора ресурсу та умов доступності

## Приклади
Типовий запис ISBD у бібліотечному каталозі:

| 0 |                                                       | Text : unmediated |
| 1 |                                                       | A manual for writers of research papers, theses, and dissertations : Chicago style for students and researchers / Kate L. Turabian ; revised by Wayne C. Booth, Gregory G. Colomb, Joseph M. Williams, and University of Chicago Press editorial staff |
| 2 |                                                       | 7th ed. |
| 3 |                                                       | |
| 4 |                                                       | Chicago : University of Chicago Press, 2007 |
| 5 |                                                       | xviii, 466 p. : ill. ; 23 cm |
| 6 |                                                       | (Chicago guides to writing, editing, and publishing) |
| 7 |                                                       | Includes bibliographical references (p. 409–435) and index |
| 8 |                                                       | ISBN 978-0-226-82336-2 (cloth : alk. paper) : USD35.00 |
| 8 | ISBN 978-0-226-82337-9 (pbk. : alk. paper) : USD17.00 | |

Те ж у форматі однорівневого бібліографічного опису (без нульової області):

A manual for writers of research papers, theses, and dissertations : Chicago style for students and researchers / Kate L. Turabian ; revised by Wayne C. Booth, Gregory G. Colomb, Joseph M. Williams, and University of Chicago Press editorial staff. — 7th ed.. — Chicago : University of Chicago Press, 2007. — xviii, 466 p. : ill. ; 23 cm. — (Chicago guides to writing, editing, and publishing). — Includes bibliographical references (p. 409–435) and index. — ISBN 978-0-226-82336-2 (cloth : alk. paper) : USD35.00. — ISBN 978-0-226-82337-9 (pbk. : alk. paper) : USD17.00.